# Escles-Saint-Pierre
Escles-Saint-Pierre település Franciaországban, Oise megyében. Lakosainak száma 176 fő (2022. január 1.). Escles-Saint-Pierre Fouilloy, Quincampoix-Fleuzy, Fourcigny, Morvillers-Saint-Saturnin és Romescamps községekkel határos.

## Népesség
A település népességének változása:
| Lakosok száma | 146  | 158  | 161  | 165  | 166  | 167  | 168  | 173  | 176  |
|               | 2013 | 2015 | 2016 | 2017 | 2018 | 2019 | 2020 | 2021 | 2022 |